# Can Volart (Mataró)
Can Volart és una masia de Mataró (Maresme) protegida com a bé cultural d'interès local.

## Descripció
Antiga construcció del segle xviii reformada a principis de segle xx. Presenta planta baixa i dues plantes pis amb un annex lateral amb obertures amb arc de mig punt.
A la façana principal hi ha el portal d'accés amb arc pla al damunt del que hi ha el balcó. Seguint aquest eix de simetria central trobem un ull de bou amb un rellotge de sol. L'edifici acaba amb una barbacana interrompuda al centre per un capcer amb merlets acabats amb rajola vidriada de color verd.